# 야마가타촌 (이와테현)
야마가타촌(山形村)은 이와테현 북부의 태평양 연안에 존재하던 촌이다. 2006년 3월 6일에 구지시와 합병하여 구지시 야마가타정이 되어 소멸했다.

## 역사
야마가타촌은 연안과 성하 모리오카를 잇는 노다 가도가 지나 옛부터 연안의 소금을 내륙으로 실어 나르는 소금의 길로 사용됐다. 히라니와 고원의 산기슭에는 구즈노헤 마사자네의 난중에 쿠즈마키 신스케와 쿠지씨의 전투에서 쿠지 나오하루군 300기가 대기했던 우마키 다이라와 전투를 벌인 전투장이 지명으로 남아 전쟁에는 야마가타촌으로부터도 그 두목이 참가했다고 한다. 야마가타촌(山形村)은 간분 4년까지 모리오카 번(盛岡藩)에 속했고, 이후에는 하치노헤 번 구지 도리에 속했다.당시는 카와이, 시모하타, 오구니, 츠나기, 토로쵸, 히노사와, 카루베의 각 촌이 있었고 세키무라에는 모리오카 번과 하치노헤 번의 번경으로서 세키반소가 놓여 있었다.메이지 2년에는 미야코만 해전에서 패한 막부군 탈영병 75명이 모리오카로 호송되는 도중 세키무라에 머물렀고, 그 사이 모리오카번 관리 100명, 구지 대관소에서 30명의 관리가 세키무라에 채워졌다고 한다.

## 경제
야마가타촌의 주요 산물은 금, 철, 망간, 우마, 옻칠, 목탄 등이며, 특히 광업은 에도시대부터 번성했다.하치노헤 현의 고테야마(金取鐵山)나 계철산(桂鐵山), 오구니(小国) 철산(鐵山)에서는 철을 산출했으며 특히 가네토리(金取) 철산(鐵山)은 2홉 불기가 많은 가운데 안세이(安政)기에 4홉 불기 조업을 하여 좋은 성적을 올렸다.츠나기무라의 마내금산, 나쓰이금산, 후카다금산, 오구니금산 등에서는 금이 산출되었고 주변 하천에서는 사금 채취도 이루어졌다.근대에는 망간 채굴이 이루어져 광상 수가 이와테현 제일이었던 야마가타촌에는 카와이 광산이나 오구니 광산 등 다수의 망간 광산이 조업했다.

## 교통

### 도로
- 국도 281호선